# Dunnsheath
Dunnsheath – osada w Anglii, w hrabstwie Shropshire. Leży 6 km na północ od miasta Shrewsbury i 228 km na północny zachód od Londynu.